# Penticton (cratera)
Penticton é uma cratera de impacto no quadrângulo de Hellas, em Marte. Ela se localiza a 38.35º latitude sul e 263.35° longitude oeste, possui 8 km em diâmetro e recebeu este nome em referência a uma cidade de mesmo nome no Canadá.
A Mars Reconnaissance Orbiter identificou mudanças na parede da cratera Penticton entre 1999 e 2004.  Uma interpretação dessas mudanças é a de que elas teriam sido causadas pela água fluindo pela superfície.  Uma análise adicional, publicada um ano depois, revelou que o depósito poderia ter sido causado pela gravidade transportando os materiais encosta abaixo.  A encosta em que o material foi avistado se situa próximo aos limites da estabilidade dos materiais secos e não consolidados.